# Biserica „Sfânta Cuvioasă Paraschiva” din Sărata Galbenă
Biserica „Sf. Cuvioasă Paraschiva” este o biserică amplasată în Sărata Galbenă, raionul Hîncești, Republica Moldova. Este un monument istoric de importanță națională inclus în Registrul monumentelor Republicii Moldova ocrotite de stat cu nr. 649 (raionul Hîncești). Datează din 1896.